# Enriquea
Enriquea is een geslacht van kreeftachtigen uit de klasse van de Malacostraca (hogere kreeftachtigen).

## Soort
- Enriquea leviantennata (Baba, 1988)